# National Endowment for the Humanities
National Endowment for the Humanities (NEH) és una agència federal independent pertanyent al govern federal dels Estats Units, establerta per la Fundació Nacional sobre les Arts i les Humanitats de 1965, dedicat a donar suport a la recerca, educació, preservació i programes públics en humanitats. El NEH està situat en el 400 de la 7th St SW de Washington, DC.
El NEH atorga subvencions per a projectes d'humanitats d'alta qualitat a institucions culturals com a museus, arxius, biblioteques, col·legis, universitats, estacions públiques de televisió i ràdio, i a acadèmics individuals. També facilita la recerca i els treballs originals. Recolza una xarxa d'afiliats privats i sense finalitats de lucre, els 56 consells d'humanitats en els estats i territoris dels Estats Units.

## Història
Fou creat el 1965 sota la Fundació Nacional de les Arts i les Humanitats, que incloïa la National Endowment for the Arts i més tard el Institute for Museum Services, com a mesura per proporcionar una major inversió en cultura per part del govern federal. La NEH es va basar en la recomanació de la Comissió Nacional d'Humanitats, convocada el 1963 amb representants de tres associacions acadèmiques i educatives dels EUA, la Societat <i>Phi Beta Kappa</i>, el Consell Americà de Societats Cultes (ACLS) i el Consell d'Escoles de Graduats.

## Projectes rellevants
Des de 1965, el NEH ha patrocinat diferents projectes, que inclouen: 
- "Tresors de Tutankamón", una exhibició vista per més de 1,5 milions de persones.[4]
- La Guerra Civil, un documental de 1990 de Ken Burns vist per 38 milions de nord-americans.[5]
- Biblioteca d'Amèrica, edicions de novel·les, assajos i poemes que celebren l'herència literària dels Estats Units.[6]
- United States Newspaper Project, un esforç que va catalogar i va microfilmar 63,3 milions de pàgines de periòdics que daten dels primers Estats Units. El programa ara digitalitza els periòdics i els posa a disposició a través de Chronicling America, un recurs web mantingut per la Biblioteca del Congrés.[7]
- Quinze llibres guanyadors del Premi Pulitzer, inclosos els de James M. McPherson, Louis Menand, Joan D. Hedrick i Bernard Bailyn.[8]
- EDSITEment, un projecte web que porta "el millor de les humanitats a la web" a professors i estudiants, va començar en 1997.[9]
- Arxius de referència, a Atenes i Boston, de fotografies arqueològiques preses per Eleanor Emlen Myers.[10]
- The Valley of the Shadow, un projecte d'història digital creat per Edward L. Ayers i William G. Thomas III sobre l'experiència dels soldats de la Guerra Civil Confederada als Estats Units.[11]
- Contingut del menú, digitalització i transcripció comunitària de la col·lecció de menús de restaurants de la Biblioteca Pública de Nova York.[12]